# Heloderma
Famille
Genre
Heloderma, unique représentant de la famille des Helodermatidae, est un genre de sauriens.

## Répartition
Les espèces de ce genre se rencontrent dans le Sud des États-Unis, du Mexique et du Guatemala.

## Description
Ce sont des sauriens venimeux. Ils préfèrent des habitats semi-arides.
Ce sont, avec certaines espèces de varans, les seuls lézards connus produisant du venin.[réf. nécessaire]

## Liste des espèces
Selon The Reptile Database (23 mars 2012) :
- Heloderma horridum (Wiegmann, 1829)
- Heloderma suspectum Cope, 1869

## Représentations artistiques
L'aspect et la létalité des hélodermes ont inspiré les artistes :
- Le Trésor de la Sierra Madre (chapitre "Divers")
- un album de la série Blueberry :
- un album de la série Yakari : Le lézard de l'ombre

## Publications originales
- Gray, 1837 : A classification of the Reptilia. Proceedings of the Zoological Society of London, vol. 1837, n. 5, p. 131-132 & 594 (texte intégral).
- Wiegmann, 1829 : Über die Gesetzlichkeit in der geographischen Verbreitung der Saurier. Isis von Oken, vol. 22, n. 3/4, p. 418-428.